# Europäische Währungseinheit
Die Europäische Währungseinheit (abgekürzt EWE bzw. ECU von englisch European Currency Unit; Aussprache meist /eˈkyː/) war von 1979 bis 1998 die Rechnungseinheit der Europäischen Gemeinschaften (EG), der späteren Europäischen Union (EU), und Vorläufer des Euro. Der ECU wurde am 1. Januar 1999 im Umrechnungsverhältnis 1:1 durch den Euro ersetzt.

## Zusammensetzung
| Währung | 1. Juli 1974– 16. Sept. 1984 | 17. Sept. 1984– 20. Sept. 1989 | 21. Sept. 1989– 31. Dez. 1998 |
| ------- | ---------------------------- | ------------------------------ | ----------------------------- |
| BEF     | 3,66000                      | 3,71000                        | 3,301000                      |
| DEM     | 0,82800                      | 0,71900                        | 0,624200                      |
| DKK     | 0,21700                      | 0,21900                        | 0,197600                      |
| ESP     | –,00000                      | –,00000                        | 6,885000                      |
| FRF     | 1,15000                      | 1,31000                        | 1,332000                      |
| GBP     | 0,08850                      | 0,08780                        | 0,087840                      |
| GRD     | –,00000                      | 1,15000                        | 1,440000                      |
| IEP     | 0,00759                      | 0,00871                        | 0,008552                      |
| ITL     | 109,00000                    | 140,00000                      | 151,800000                    |
| LUF     | 0,14000                      | 0,14000                        | 0,130000                      |
| NLG     | 0,28600                      | 0,25600                        | 0,219800                      |
| PTE     | –,00000                      | –,00000                        | 1,393000                      |

## Abkürzungen und Symbole
Der ISO-4217-Code für den ECU war XEU. Die Bezeichnung ECU war nicht nur eine Abkürzung der englischen Bezeichnung European currency unit, sondern auch eine Anlehnung an den Écu, eine alte französische Münze. Das Währungssymbol ₠ (Unicode: U+20A0 EURO-CURRENCY SIGN) stilisiert ein C und ein E, die Initialen von Communauté Européenne (französisch für „Europäische Gemeinschaft“).

## Entwicklung

### Vorgänger: Rechnungseinheit, europäische Währungsrechnungseinheit
Vorgänger waren die Rechnungseinheit (= RE; französisch unité de compte = UC; englisch unit of account = UA) nach Artikel 24 des Europäischen Währungsabkommens von 1955 und die europäische Währungsrechnungseinheit (= EWRE; französisch unité de compte monétaire européenne = UCME; englisch European monetary unit of account = EMUA) nach Artikel 5 der Satzung des Europäischen Fonds für währungspolitische Zusammenarbeit von 1973, jeweils definiert durch 0,88867088 Gramm Feingold.

### Europäische Rechnungseinheit (ERE, 1974/75–1978)
Nachdem das Bretton-Woods-System mit seinen festen Wechselkursen und Goldparität Anfang der 1970er-Jahre zerfallen war, legte die Europäische Investitionsbank (EIB) 1974/75 eine neue Rechnungseinheit unter Bezugnahme auf einen Währungskorb aus neun Währungen fest (DEM, GBP, FRF, ITL, NLG, BEF, LUF, DKK, IEP), wobei die Summe der Beträge dieser Währungen am 28. Juni 1974 dem Wert eines Sonderziehungsrechts (SZR) entsprach. Die Gewichte der einzelnen Währungen in diesem Korb richteten sich nach verschiedenen gesamtwirtschaftlichen Kriterien, so etwa dem nationalen Anteil am Bruttosozialprodukt der Europäischen Gemeinschaft, dem Anteil des jeweiligen Staates am EG-Binnenhandel und der Bedeutung der jeweiligen nationalen Währung als Reservewährung. Die so definierte Rechnungseinheit wurde 1975 für das Lomé-Abkommen, ab 1976 von der EGKS und ab 1978 für den Haushalt der Europäischen Gemeinschaften übernommen und europäische Rechnungseinheit (= ERE; französisch unité de compte européenne = UCE; englisch European unit of account = EUA) genannt. Der Höchstwert der ERE in DM lag am 30. September 1974 bei 3,13976 DM.

### Europäische Währungseinheit (ECU, 1979–1998)
Im Zusammenhang mit der Schaffung des europäischen Währungssystems wurde die europäische Währungsrechnungseinheit (EWRE) zum 1. Januar 1979 durch die Europäische Währungseinheit (franz. ebenfalls unité de compte européenne; engl. European currency unit; einheitliche Abkürzung: ECU) ersetzt. Der ECU war in seiner Zusammensetzung mit der europäischen Rechnungseinheit (ERE) identisch; der Ausdruck „europäische Rechnungseinheit“ wurde neben dem ECU noch für zwei Jahre beibehalten und zum 1. Januar 1981 endgültig durch „ECU“ ersetzt. Erweiterungen und damit verbundene Neudefinitionen des ECU gab es 1984 (GRD) und 1989 (ESP, PTE).

Sondermünze „5 ECU“ zum 30. Gründungstag der EG (1987); in Belgien als Zahlungsmittel anerkannt

Banknoten in ECU gab es nicht, Münzen nur als symbolische Sonderausgaben. Allerdings wurden von einigen Mitgliedstaaten der EG Anleihen in ECU ausgegeben, die an den Börsen gehandelt wurden und auch von Privatleuten gekauft werden konnten. Bankkonten in ECU waren ebenfalls für Private möglich, ebenso Überweisungen in ECU; doch nicht jede Geschäftsbank hat dies auch angeboten. Es wurden auch Reiseschecks in ECU verkauft.

#### Berechnung der ECU-Kurse und der prozentualen Währungsanteile

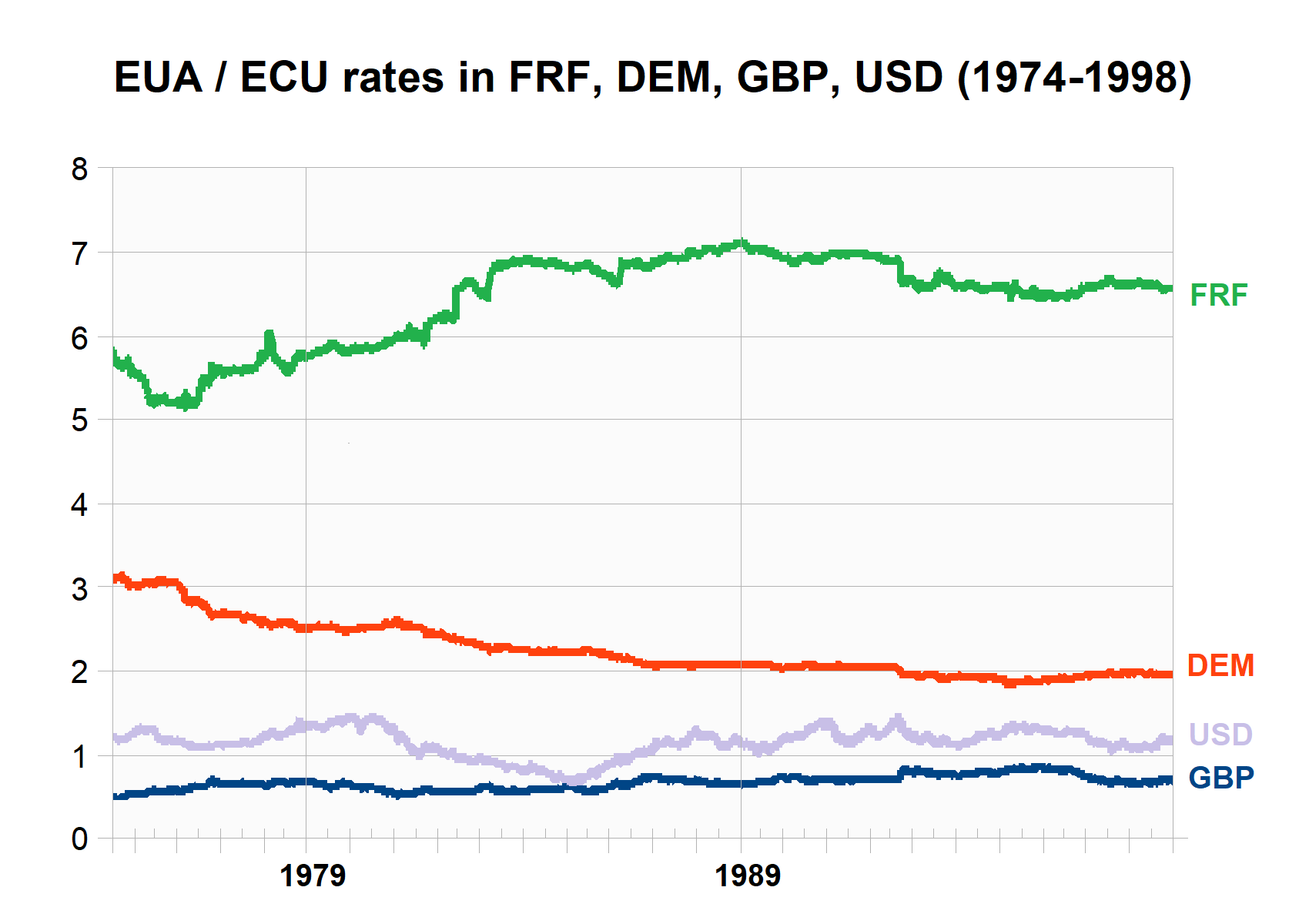
ECU (1974–1978: ERE)
in FRF, DEM, GBP und USD

Am Beispiel der Umstellung des Währungskorbs zum 21. September 1989 (US-Dollar-Kurse vom 20. September, Zusammensetzung des ECU-Währungskorbs vom 21. September):
| Währung            | Anteil im ECU      | USD in Währung     | Anteil in USD | ECU in Währung | Anteil in %            |
| Währung            | (a)                | (b)                | (c)=(a)÷(b)   | (d)=(b)×∑(c)   | (e)=(c)÷∑(c) 0=(a)÷(d) |
| ------------------ | ------------------ | ------------------ | ------------- | -------------- | ---------------------- |
| DEM                | 0,624200           | 1,944000           | 0,32109       | 2,073610       | 30,10 %                |
| FRF                | 1,332000           | 6,573010           | 0,20265       | 7,011230       | 19,00 %                |
| GBP                | 0,087840           | 0,633514           | 0,13866       | 0,675750       | 13,00 %                |
| ITL                | 151,800000         | 1402,250000        | 0,10825       | 1495,740000    | 10,15 %                |
| NLG                | 0,219800           | 2,191700           | 0,10029       | 2,337820       | 9,40 %                 |
| BEF                | 3,301000           | 40,722500          | 0,08106       | 43,437500      | 7,60 %                 |
| LUF                | 0,130000           | 40,722500          | 0,00319       | 43,437500      | 0,30 %                 |
| ESP                | 6,885000           | 121,780000         | 0,05654       | 129,899000     | 5,30 %                 |
| DKK                | 0,197600           | 7,559510           | 0,02614       | 8,063500       | 2,45 %                 |
| IEP                | 0,008552           | 0,728864           | 0,01173       | 0,777457       | 1,10 %                 |
| GRD                | 1,440000           | 168,720000         | 0,00853       | 179,969000     | 0,80 %                 |
| PTE                | 1,393000           | 163,229000         | 0,00853       | 174,111000     | 0,80 %                 |
| ECU in USD = ∑(c): | ECU in USD = ∑(c): | ECU in USD = ∑(c): | 1,06667       |                |                        |
Kurse und prozentuale Anteile variierten von Tag zu Tag; gleich blieb über längere Zeiträume dagegen die nominale Zusammensetzung des Währungskorbs (Spalte (a); siehe auch Tabelle oben rechts).
Der Höchstwert des ECU in DM lag am 12. Februar 1981 bei 2,60460 DM, sein Tiefstwert am 17. März 1995 bei 1,83408 DM. Der höchste prozentuale Anteil der DM am Währungskorb lag am 29. März 1984 bei 37,17 % (= 0,828 ÷ 2,22739), der niedrigste am 21. September 1989 bei 30,08 % (= 0,6242 ÷ 2,07487).

#### „Grüne Kurse“
Neben dem ECU-Leitkurs gab es für den Agrarsektor eigene landwirtschaftliche Umrechnungskurse („grüne Kurse“ mit Währungsausgleichsbeträgen). So lag der landwirtschaftliche Umrechnungskurs des ECU 1992 beispielsweise bei 2,35418 DM (Leitkurs ca. 2,05 DM).

### Nachfolger: Euro
Zum 1. Januar 1999 wurde der ECU im Verhältnis 1∶1 durch den Euro ersetzt (dritte Stufe der europäischen Wirtschafts- und Währungsunion).

## Vorbildfunktion
Die Asiatische Währungseinheit (ACU) war eine vorgeschlagene Rechnungswährung für die Staaten der ASEAN Plus Three, deren System sich an dem der ehemaligen ECU orientieren sollte. Ähnliches wird im Zusammenhang mit der Gründung der Bank des Südens auch für Südamerika diskutiert.

## ECU im Film
In dem Film Crash 2030 – Ermittlungsprotokoll einer Katastrophe von 1994 ist der ECU die gesamteuropäische Währung geworden.